# NGC 7217
NGC 7217 är en spiralgalax i stjärnbilden Pegasus.

## Egenskaper
NGC 7217 är ett gasfattigt system vars huvudsakliga kännetecken är närvaron av flera stjärnringar koncentriska till dess kärna: tre huvudringar – den yttersta är en av de mest framträdande och den som innehåller det mesta av gas- och stjärnbildningen i galaxen – plus flera andra inuti den innersta som upptäcktes med hjälp av Hubbleteleskopet, en egenskap som tyder på att NGC 7217:s centrala regioner har drabbats av flera stjärnutbrott. Det finns också en mycket stor och massiv sfäroid som sträcker sig bortom dess skiva.
Andra anmärkningsvärda egenskaper som galaxen har är närvaron av ett antal stjärnor som roterar i motsatt riktning runt galaxens centrum jämfört med de flesta av dem och två distinkta stjärnpopulationer: en av medelålder i de innersta regionerna och en yngre, metallfattig version i de yttersta.
Det har föreslagits att dessa egenskaper har orsakats av en sammanslagning med en annan galax och datorsimuleringar visar faktiskt att NGC 7217 skulle kunna ha varit en stor linsformad galax som sammansmält med en eller två mindre gasrika galaxer av sen Hubbletyp och blivit den spiralgalax vi ser idag, men just nu (2011) är denna galax isolerad i rymden, utan några närliggande större följeslagare. Nyare forskning presenterar ett något annorlunda scenario där NGC 7217:s massiva utbuktning och halo skulle ha bildats i en sammanslagning och skivan bildades senare (och växer fortfarande) antingen genom att ackumulera gas från det intergalaktiska mediet eller mindre gasrika galaxer, eller troligen från en tidigare befintlig reserv.

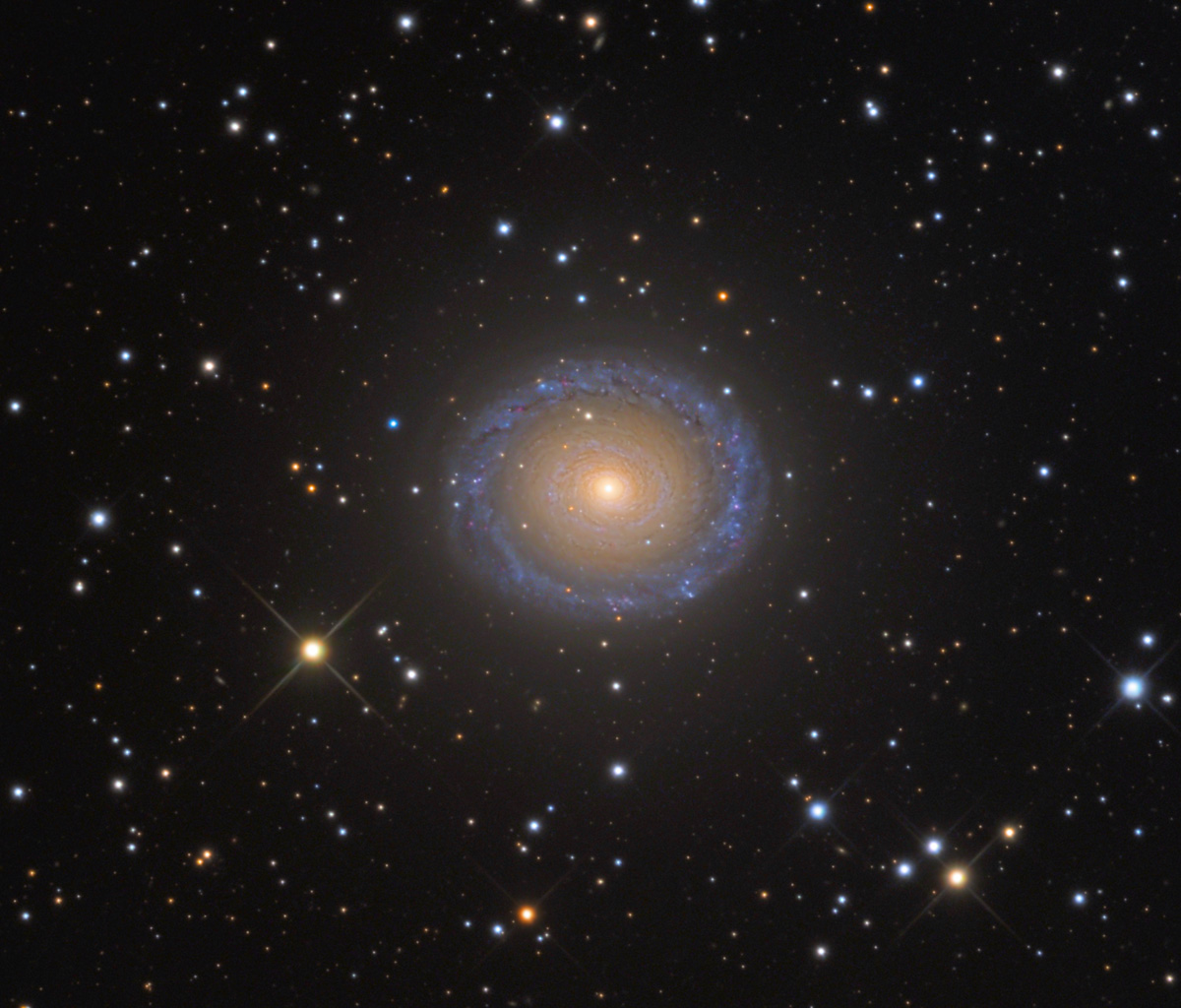
Vidvinkelvy av galaxen